# 2008年夏季残疾人奥林匹克运动会越南代表团
2008年夏季残疾人奥林匹克运动会越南代表团是越南派出的2008年夏季残疾人奥林匹克运动会代表团。未获得奖牌。